# Çine
Çine là một huyện thuộc tỉnh Aydın, Thổ Nhĩ Kỳ. Huyện có diện tích 910 km² và dân số thời điểm năm 2007 là 53820 người, mật độ 59 người/km².